# Silene nutabunda
Silene nutabunda är en nejlikväxtart som beskrevs av W. Greuter. Silene nutabunda ingår i släktet glimmar, och familjen nejlikväxter. Inga underarter finns listade i Catalogue of Life.